# Макфейл, Джон
Джон Макфейл (англ. John McPhail; 27 декабря 1923, Глазго — 6 ноября 2000, Глазго) — шотландский футболист, играл на позиции правого полузащитника и нападающего.

## Биография

### Клубная карьера
В 1941 году присоединился к «Селтику», но из-за Второй мировой войны чемпионат Шотландии не проводился до 1946 года. Макфейл начинал карьеру как правый полузащитник, а затем был переведён на позицию нападающего. В 1948 году он был назначен капитаном «Селтика», которым оставался в течение четырёх лет.
В 1951 году «Селтик» выиграл Кубок Шотландии, одержав победу над «Мотеруэллом» со счётом 1:0 — Макфейл забил единственный гол в том матче. В 1954 году «кельты» выиграли «золотой дубль» — чемпионский титул и Кубок Шотландии. Всего за «Селтик» сыграл во всех турнирах 335 матчей и забил 100 голов. Завершил игровую карьеру в мае 1956 года.

### Карьера в сборной
В составе сборной Шотландии дебютировал 9 ноября 1949 года в матче против сборной Уэльса — Шотландия выиграла ту встречу со счётом 2:0 и Макфейл забил гол на 23-й минуте. Всего за сборную Шотландии сыграл 5 матчей и забил 3 гола.

### Личная жизнь
Его младший брат Билли тоже был профессиональным футболистом.
По окончании футбольной карьеры Джон работал в «Daily Record» и спортивном издании «The Celtic View».

### Смерть
Скончался 6 ноября 2000 года в Глазго в возрасте 76 лет.

## Достижения
«Селтик»
- Чемпион Шотландии (1): 1953/54
- Обладатель Кубка Шотландии (2): 1950/51, 1953/54